# Oldenlandia laceyi
Oldenlandia laceyi là một loài thực vật có hoa trong họ Thiến thảo. Loài này được (Halford) Halford mô tả khoa học đầu tiên năm 1992.